# Serrata (chi ốc biển)
Serrata là một chi ốc biển, là động vật thân mềm chân bụng sống ở biển trong họ Marginellidae, họ ốc mép.

## Các loài
Các loài thuộc chi Serrata bao gồm:
- Serrata amphora Boyer, 2008[2]
- Serrata arcuata Boyer, 2008[3]
- Serrata aureosa Boyer, 2008[4]
- Serrata bathusi Boyer, 2008[5]
- Serrata beatrix (Cossignani, 2001)
- Serrata boucheti (Boyer, 2001)
- Serrata boussoufae (Bozzetti & Briano, 2008)
- Serrata brianoi Bozzetti, 1994
- Serrata carinata Boyer, 2008[6]
- Serrata coriolis Boyer, 2008[7]
- Serrata cossignanorum Bozzetti, 1997
- Serrata cylindrata Boyer, 2008[8]
- Serrata delessertiana (Récluz, 1841)
- Serrata dentata Boyer, 2008[9]
- Serrata exquisita Boyer, 2008[10]
- Serrata fasciata (Sowerby G.B. II, 1846)
- Serrata fusulina Boyer, 2008[11]
- Serrata gradata Boyer, 2008[12]
- Serrata granum Boyer, 2008[13]
- Serrata guttula (G.B. Sowerby I, 1832)
- Serrata hians Boyer, 2008[14]
- Serrata inflata Boyer, 2008[15]
- Serrata isabelae (Bozzetti, 2005)
- Serrata laevis Boyer, 2008[16]
- Serrata lifouana Boyer, 2008[17]
- Serrata magna Boyer, 2008[18]
- Serrata maoriana (Powell, 1932)
- Serrata meta (Thiele, 1925)
- Serrata minima Boyer, 2008[19]
- Serrata occidentalis Boyer, 2008[20]
- Serrata orientalis Boyer, 2008[21]
- Serrata osteri Jousseaume, 1875
- Serrata ovata Boyer, 2008[22]
- Serrata perlucida Boyer, 2008[23]
- Serrata polynesiae Wakefield & McCleery, 2002[24]
- Serrata procera Boyer, 2008[25]
- Serrata pupoides Boyer, 2008[26]
- Serrata quadrifasciata Boyer, 2008[27]
- Serrata raiatea Wakefield & McCleery, 2002[28]
- Serrata raoulica Marshall, 2004[29]
- Serrata robusta Boyer, 2008[30]
- Serrata simplex Boyer, 2008[31]
- Serrata sinuosa Boyer, 2008[32]
- Serrata spryi (Clover, 1974)
- Serrata stylaster (Boyer, 2001)
- Serrata summa Boyer, 2008[33]
- Serrata tahanea Wakefield & McCleery, 2002[34]
- Serrata tenuis Boyer, 2008[35]
- Serrata translata Redfield, 1870
- Serrata tuii (Cossignani, 2001)
- Serrata veneria Boyer, 2008[36]

Các loài được đưa vào đồng nghĩa
- Serrata caledonica Jousseaume, 1877: đồng nghĩa của Hydroginella caledonica (Jousseaume, 1877)
- Serrata columnaria (Hedley & tháng 5 năm 1908): đồng nghĩa của Hydroginella columnaria (Hedley & tháng 5 năm 1908)
- Serrata dispersa Laseron, 1957: đồng nghĩa của Hydroginella dispersa (Laseron, 1957)
- Serrata fascicula (Laseron, 1957): đồng nghĩa của Hydroginella fascicula (Laseron, 1957)
- Serrata mixta (Petterd, 1884) accepted as Hydroginella mixta (Petterd, 1884)
- Serrata pyriformis Pease, 1868: đồng nghĩa của Serrata translata Redfield, 1870
- Serrata sagamiensis (Kuroda, Habe & Oyama, 1971): đồng nghĩa của Hyalina sagamiensis Kuroda, Habe & Oyama, 1971
- Serrata sordida (Reeve, 1865): đồng nghĩa của Serrata delessertiana (Récluz, 1841)
- Serrata tridentata (Tate, 1878): đồng nghĩa của Hydroginella tridentata (Tate, 1878)
- Serrata triplicata Gaskoin, 1849: đồng nghĩa của Serrata guttula (G.B. Sowerby I, 1832)

## Hình ảnh

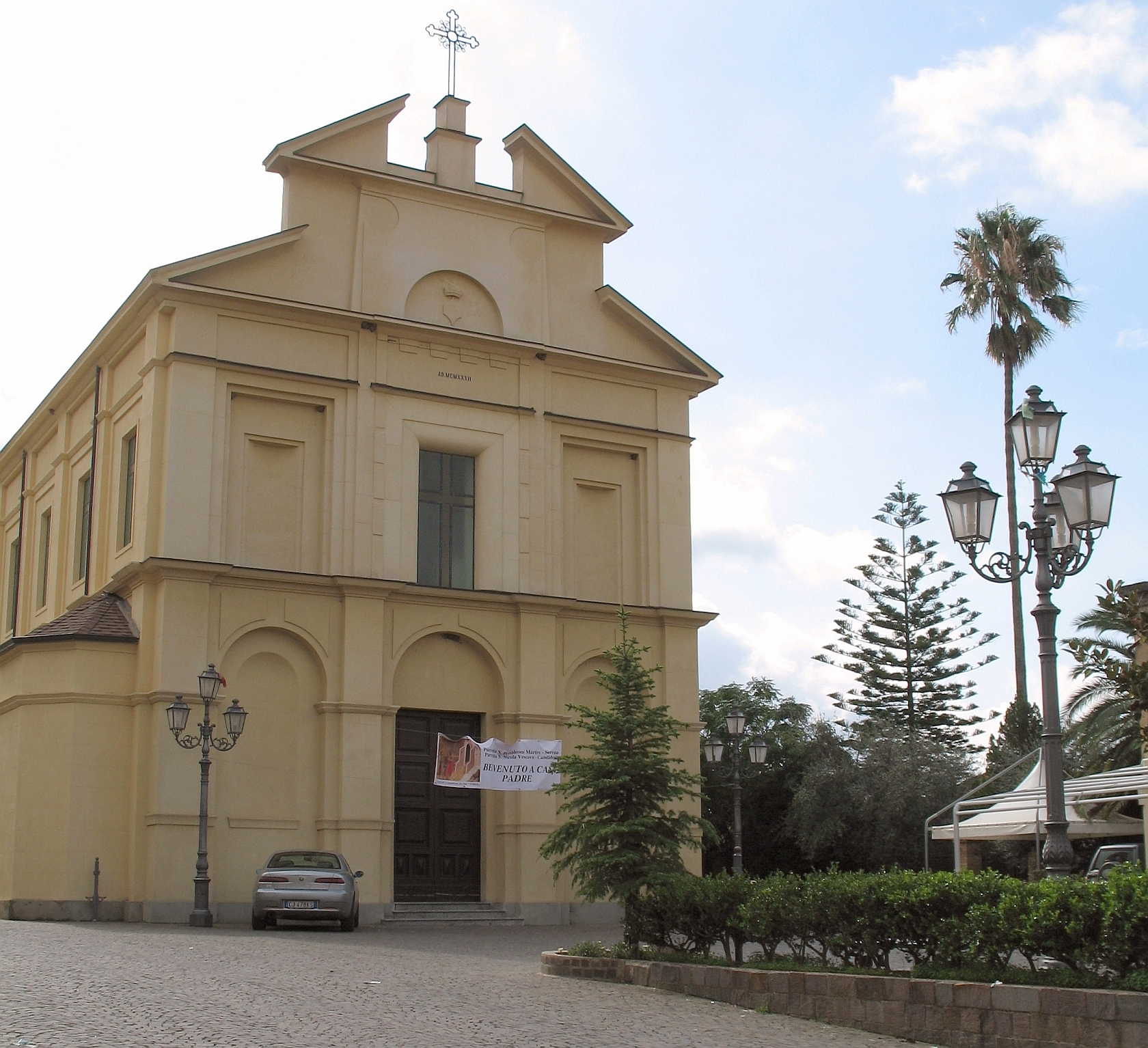